# Событие (рассказ)
Событие — рассказ Антона Павловича Чехова. Впервые опубликован в 1886 году в «Петербургской газете» № 323 от 24 ноября в отделе «Летучие заметки» с подписью А. Чехонте.

## Сюжет
Рассказ описывает один день в дачном доме. Дети (Нина и Ваня) просыпаются утром и узнают от матери, что их кошка наконец «ощенилась». Несмотря на упрёки и запреты родителей, дети весь день радостно возятся с котятами. Всё заканчивается вечером, когда появляется дядя Петруша с большим чёрным псом, который неожиданно для всех съедает котят. Дети, плача, уходят спать. 

## Отзывы и критика
К. К. Арсеньев, отмечая, что в детской психологии Чехов «чувствует себя как дома», писал: 

Детвора, искусно затронутая им уже в «Пёстрых рассказах», опять появляется на сцену в «Событии»; радостная тревога Вани и Нины, вызванная рождением котят, изображена с добродушным юмором, завоевывающим сочувствие читателей.— «Вестник Европы», 1887, № 12, стр. 773
В 1889 году Чехов получил от читательницы, подписавшейся как «Л», письмо следующего содержания:

Недавно я купила «В сумерках», рассказы мне очень понравились, особенно «Пустой случай», «Панихида», «Событие»; узнала Ваш адрес в редакции «Осколки» и собралась Вам написать. Дай бог силы Вашему таланту. Пишите. Таких, как Вы, теперь очень немного. Вам будут благодарны за Ваши сочинения.
А. И. Куприн писал Чехову об одном из публичных чтений:

На днях на одном вечере, посвященном исключительно Вашим произведениям, я читал «Событие» <...> И покамест я читал о деревянной лошади, о жизни котят на даче, я чувствовал, что публика согревается, но трагический конец котят подействовал расхолаживающим образом. Тем не менее, как ни груба вообще наша публика, хотя бы и избранная, никто не засмеялся, когда лакей заявил, что собака съела котят, только внизу, подо мной, в оркестре пожарных музыкантов, кто-то хихикнул. Меня заставляли бисировать, и хотя я раньше наметил на этот случай кое-что, но мысль, что я именно Вас представил не так, как бы мне хотелось, до того удручила меня, что я больше не читал. Успех вечера был большой и очень теплый, задушевный.— 10 февраля 1903 года (23 февраля 1903 года)